# Monterey (Kalifornien)
Monterey (spanisch für Königsberg) ist eine Küstenstadt im Monterey County im US-Bundesstaat Kalifornien, Vereinigte Staaten, mit rund 30.218 Einwohnern (Stand der Volkszählung 2020). Das Stadtgebiet hat eine Größe von 30,4 Quadratkilometern und liegt am Highway 1 zwischen San Francisco (185 Kilometer nördlich) und Los Angeles (etwa 560 Kilometer südlich). Die Stadt befindet sich auf einer Halbinsel am südlichen Ende der Monterey Bay.

## Geschichte
Im Jahr 1602 wurde die Bucht von Sebastián Vizcaíno erforscht, der sie zu Ehren des Grafen von Monte Rey, dem Vizekönig von Neuspanien, benannte. Der 3. Juni 1770 gilt als das Gründungsdatum der Stadt. Die ersten Gebäude waren der Militärstützpunkt Presidio und die Mission San Carlos Borromeo de Carmelo. Im Jahr 1776 wurde Monterey zur Hauptstadt von Alta California und Baja California ernannt und war kurze Zeit auch Hauptstadt des jungen US-Bundesstaates Kalifornien.
Mit der Eroberung durch US-Amerikaner endete im Juli 1846 die von der Junta von Monterey angestrebte Unabhängigkeit Kaliforniens.
Seit 1849 hat in der Stadt ein römisch-katholisches Bistum seinen Sitz. Im Laufe der Zeit änderten sich Gebiet und Name der Diözese mehrmals, ehe im Jahr 1967 das bis heute bestehende Bistum Monterey in California gegründet wurde. Seine Bischofskirche ist die Cathedral of San Carlos Borromeo.

## Wirtschaft
Monterey war Ende des 18. Jahrhunderts und Anfang des 19. Jahrhunderts ein wichtiger Fischerei- und Walfanghafen. Besondere Bedeutung kam dem Fang von Sardinen zu, deren Verarbeitungsbetriebe hauptsächlich entlang der Cannery Row anzutreffen waren. Mitte des 20. Jahrhunderts brach der Fischfang in Folge von Überfischung fast vollständig ein. Heute liegt vor der Küste Montereys mit dem Monterey Bay National Marine Sanctuary das größte Meeresschutzgebiet der USA.
Heute ist die wichtigste Einnahmequelle Montereys der Tourismus.

### Wichtigste Arbeitgeber
Nach dem „2015 Comprehensive Annual Financial Report“ (Umfassender Jährlicher Finanzbericht) sind die wichtigsten Arbeitgeber des privaten Sektor:
| Arbeitgeber                                               | Anzahl der Arbeiter |
| --------------------------------------------------------- | ------------------- |
| Community Hospital of the Monterey Peninsula              | 1000 bis 4999       |
| Ctb Mc Graw-Hill LLC                                      | 500 bis 999         |
| Dole Fresh Vegetables                                     | 250 bis 499         |
| Hyatt Regency Monterey Hotel & Spa                        | 250 bis 499         |
| Language Line                                             | 250 bis 499         |
| Macy’s                                                    | 250 bis 499         |
| Monterey Bay Aquarium                                     | 250 bis 499         |
| Middlebury Institute of International Studies at Monterey | 250 bis 499         |
| Monterey Plaza Hotel & Spa                                | 250 bis 499         |
| Portola Hotel & Spa                                       | 250 bis 499         |

## Demografie
Nach der Volkszählung 2010 hatte Monterey eine Bevölkerung von 27,810. Die Bevölkerungsdichte betrug 912.7/km². 78,3 % der Bevölkerung waren weiß und 2,8 % waren afroamerikanisch. 3817 Menschen waren hispanisch. Die kleinste Bevölkerungsgruppe war die der Indianer mit 149 Menschen.
2010 gab es 12184 Haushalte, davon hatten 2475 Kinder unter 18 Jahren. 4.690 (38,5 %) Haushalte waren verheiratete Ehepaare, 7,4 % der Haushalte hatten eine weibliche Alleinerziehende, 3 % hatten einen männlichen Alleinerziehenden. 4.778 Haushalte (39,2%) waren Single-Haushalte und in 1432 Haushalten lebten Personen im Alter von 65 Jahren oder älter. Das Durchschnittsalter betrug 36,9 Jahre. Auf 100 weibliche Personen kamen im Jahr 2010 101,2 männliche Personen.
Die Leerstandsquote lag bei 2 %, die der Mieten bei 6,5 %.

## Kultur und Sehenswürdigkeiten
Robert Louis Stevenson, Autor der bekannten Werke  Die Schatzinsel und Der seltsame Fall des Dr. Jekyll und Mr. Hyde, hielt sich 1879 in Monterey auf. Die Stadt ist zitiert in seinem Lyrikband A Child’s Garden of Verses. Es gibt ein Stevensonhaus mit einem schönen Garten in Monterey. Monterey dient als Handlungsort einiger Romane von John Steinbeck, darunter Tortilla Flat (1935) und Die Straße der Ölsardinen (Cannery Row, 1945). Monterey hat mehrere denkmalgeschützte Gebäude, darunter das ostasiatisch-inspirierte G. T. Marsh and Sons.
Im Monterey County Fairground fand 1967 das Monterey Pop Festival statt, eines der wichtigsten Konzerte der Rock-Musikgeschichte (als Film: Monterey Pop, Regisseur D. A. Pennebaker). Seit 1958 wird das Monterey Jazz Festival veranstaltet.
Monterey ist Standort des Monterey Peninsula College (1947), der Naval Postgraduate School (1947), einer Offiziersschule, die auch von zahlreichen amerikanischen Astronauten besucht wurde, des Defense Language Institute, einer Sprachenschule für das Militär, und des Monterey Institute of International Studies (1955).
Eine weltbekannte Einrichtung ist das Monterey Bay Aquarium, das am westlichen Ende der Cannery Row angesiedelt ist.
Am Stadtrand von Monterey beginnt der 17-Mile Drive, eine berühmte Touristenstraße. 
Die Handlung der mehrfach ausgezeichneten Miniserie Big Little Lies spielt in und um Monterey. Die Stadt als auch deren Umgebung wurden prominent gezeigt.

## Verkehr
Der Regionalflughafen Monterey (Monterey Regional Airport) befindet sich 3 km südöstlich der Stadt.

## Städtepartnerschaften
Monterey pflegt Städtepartnerschaften mit
- Tainan in der Republik China (Taiwan), seit 1963
- Lleida in Spanien, seit 1980
- Nanao in Japan, seit 1995
- Dubrovnik in Kroatien, seit 2006
- Trapani in Italien, seit 2006
- Kusadasi in der Türkei, seit 2007
- Lənkəran in Aserbaidschan, seit 2010

## Söhne und Töchter der Stadt
- José Castro (1808–1860), Generalkommandant von Alta California und Führer der Junta von Monterey 1846
- William N. Gillmore (1903–1990), Offizier der US Army
- Thomas S. Moorman (1910–1997), Generalleutnant der United States Air Force
- Leon Panetta (* 1938), Politiker (Demokratische Partei)
- Frido Mann (* 1940), Psychologe und Schriftsteller
- Molly Ivins (1944–2007), Zeitungskolumnistin, politische Kommentatorin und Bestseller-Autorin
- Sammy Hagar (* 1947), Sänger, Gitarrist und Songwriter
- Peter Asch (* 1948), Wasserballspieler
- Hal Lindes (* 1953), englisch-US-amerikanischer Gitarrist und Komponist
- Sean O’Keefe (* 1956), ehemaliger Leiter der US-Weltraumbehörde NASA
- Jean Bruce Scott (* 1956), Schauspielerin
- Tory Belleci (* 1970), Filmemacher
- Heather Pease Olson (* 1975), Synchronschwimmerin
- Jonathan Bomarito (* 1982), Autorennfahrer
- Jeremy Sumpter (* 1989), Schauspieler
- Allison Scagliotti (* 1990), Schauspielerin
- Brita Sigourney (* 1990), Freestyle-Skierin
- Clarissa Thibeaux (* 1990), Schauspielerin
- Joel Courtney (* 1996), Schauspieler